# عثمان بن سعید

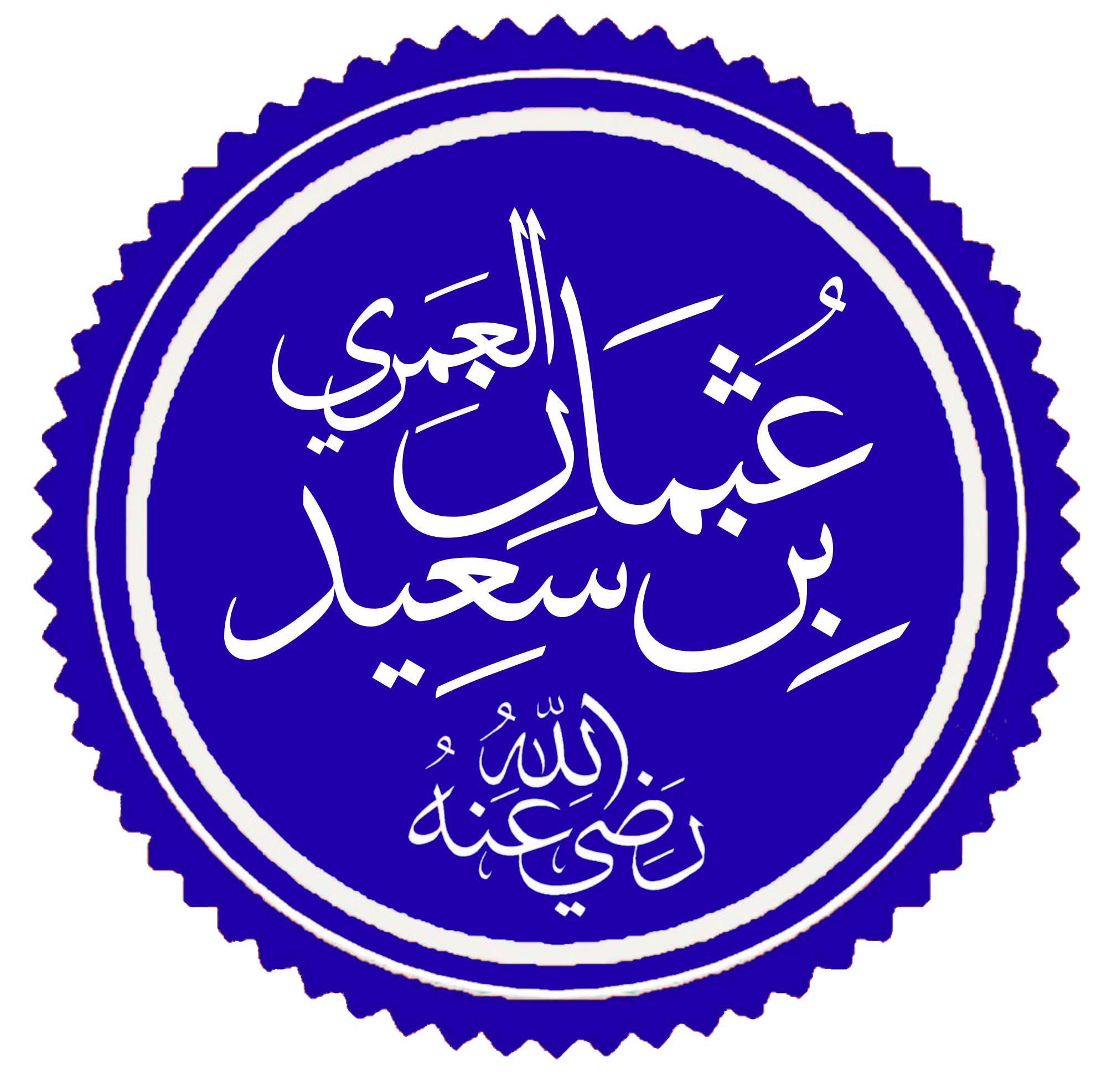

عثمان بن سعید اسدی عمروی، مشهور به ابو عمرو؛ نخستین نایب حجت بن الحسن و از یاران و شاگردان و همچنین وکیل مورد وثوق علی نقی و حسن عسکری بود.
عثمان از یازده سالگی در مصاحبت هادی بوده و مقام شامخی کسب کرده‌است. از قول احمد بن اسحاق قمی نقل شده‌است که هادی او را برای پرسیدن سوالات دینی به عثمان بن سعید ارجاع داده‌است و از عثمان به عنوان امین خود نام برده‌است.

## نام
او از قبیله بنی اسد بود و چون در سامرا زندگی می‌کرد به او عسکری هم می‌گفتند. در محافل شیعه به او «سمّان» و «زیّات» (به معنی روغن فروش) هم می‌گفتند. به خاطر اختفاء امر نیابت و استتار فعالیت‌های سیاسی، روغن‌فروشی می‌کرد، و اموال و نامه‌ها را با ظرف روغن میان امام و شیعیان جابه‌جا می‌کرد. وی همچنین به خاطر ابراز نیابت از طرف امام دوازدهم خود را باب (به معنای درب [امامت]) می‌نامید. حسن عسکری چون نام طولانی او را شنید، گفت: «کنیه ابن عثمان و ابو عمرو در یک مرد جمع نمی‌شود». و بنابراین دستور داد که کنیه او را که ابو عمرو باشد برهم بزنند و وی را «عمری» نامیدند.
به ادعای بحار الانوار، پس از در گذشت حسن عسکری، احتمالاً عثمان بن سعید حسن عسکری را غسل داد و کفن کرد و حنوط نمود و به خاک سپرد.

## نایب امام غایب
بلافاصله پس از مرگ حسن عسکری در سال ۲۶۰ (۸۷۴ میلادی) عثمان ادعا کرد که حسن عسکری پسری خردسال به نام محمد دارد که به‌دلیل تهدید عباسیان به جانش غیبت کرده و او به نمایندگی از فرزند امام یازدهم منصوب شده‌است.
به‌عنوان نزدیک‌ترین یار حسن عسکری مردم و نمایندگان محلی امام حسن عسکری ادعای عثمان را مبنی‌بر نیابت امام غایب به‌رسمیت شناختند. با این حال، احتمالاً در میان شیعیان در مورد اختیار عثمان برای جمع‌آوری و توزیع وجوه (خمس و زکات) تردید وجود داشت. عثمان در سِمَت جدید خود به‌عنوان متصدی دفتر امام عریضه‌هایی دریافت می‌کرد و پاسخ‌های آنها را گاهی به صورت مکتوب می‌داد.
به‌عقیدهٔ شیعیان، در این زمان که غیبت صغری هم آغاز گردید، عثمان بن سعید از سوی حجت بن الحسن به‌عنوان نخستین نایب خاص وی منصوب گشت و واسطه میان امام و شیعیان شد.

## مرگ
درگذشت او را میان سال‌های ۲۶۰ تا ۲۶۷ قمری (۸۸۰ میلادی) ذکر کرده‌اند. پیکرش در شهر سامرای عراق در جایی که سابقاً دروازه شهر بود به خاک سپرده شد. بعد از مرگ او در سال ۲۶۷ هجری پسر وی محمد بن عثمان به نیابت امام دوازدهم شیعیان منصوب شد.